# Jaime Mir
Jaime Mir Ferri (Barcelona, 22 de noviembre de  1928 - Barcelona, 29 de mayo de 2019), más conocido como Jaime Mir, fue un actor y auxiliar ciclista español. Participó en veintiséis ediciones del Tour de Francia y en cincuenta y una de la Vuelta a España, bien como auxiliar o como relaciones públicas. Además formó parte de más de cien películas como actor secundario.

## Primeros años y el mundo del ciclismo
Nacido en el seno de una familia trabajadora, quedó huérfano de padre a los dos años. Al acabar la Guerra Civil Española pasó a ayudar a su madre en el mercado de los Encants de Barcelona en un pequeño puesto de fruta. Posteriormente ejerció de taxista, hasta que en la década de 1950 entró en contacto con el mundo del ciclismo, ejerciendo de chófer de ciclistas y trabajando para el diario El Mundo Deportivo. El 1959, año de la victoria de Federico Martín Bahamontes, hizo su primer Tour de Francia. En el Tour de 1963 se dio cuenta de que Jacques Anquetil, después de llegar a meta absolutamente demacrado por el esfuerzo, subía al podio muy arreglado gracias a las atenciones recibidas por su mujer. Mir vio en esto la necesidad que los ciclistas se vendieran y se arreglaran. Él los ayudaba, poniéndoles la gorra, poniendo bien el maillot o dándoles una bebida.

### Trayectoria en el ciclismo
Durante todos años en los que estuvo vinculado al ciclismo trabajó para numerosos equipos:
| Años      | Equipo                                                                         |
| --------- | ------------------------------------------------------------------------------ |
| 1962-1963 | KAS                                                                            |
| 1964      | Ferrys                                                                         |
| 1965      | Montjuich-Tedi                                                                 |
| 1965-1967 | Varios equipos                                                                 |
| 1968-1974 | Bic                                                                            |
| 1971-1975 | Diferentes marcas (Vitaflor, Trovador, Moritz, Nocilla,Donuts, Banca Catalana) |
| 1976      | Super Ser                                                                      |
| 1984-1990 | Teka                                                                           |
| 1991      | Seur                                                                           |
| 1992-2004 | Lotus-Festina                                                                  |
| 2004-2006 | Colaboración con Unipublic                                                     |
| 2009-2014 | Andalucía                                                                      |

Esto le llevó a participar en, entre otras, 53 ediciones de la Volta a Cataluña, 51 de la Vuelta a España, veintiséis del Tour de Francia, veintidós de la Vuelta a Andalucía, catorce del Giro de Italia y de todas las ediciones de la Semana Catalana y la Escalada Ciclista a Montjuic.

## Cine
Además de su relación con el ciclismo también es conocido por haber participado en más de cien películas como actor secundario. Su debut fue como asesor en Las piernas de la serpiente, película con toque de humor sobre el ciclismo. Su característico bigote lo hacía muy apropiado para hacer de malo mexicano en los spaghetti western, pero también en buena parte del cine quinqui de las décadas de 1970 y 1980. Perros callejeros, Los bingueros, Los últimos golpes del Torete, Yo, El Vaquilla, Companys, proceso en Cataluña o El jovencito Drácula han sido algunas de sus películas.

## Retirada y homenajes
En 2013, con 84 años, puso punto final a su dilatada carrera profesional. 
En 2016 Iván Vega recogió su biografía en  Secundario de lujo: una vida entre campeones.
Durante los años vinculado al ciclismo recibió numerosos reconocimientos, como por ejemplo la Medalla del Tour de Francia por sus veinticinco años en carrera, la placa homenaje de la Vuelta a España, la Medalla de Honor de la Federación Española de Ciclismo, la placa homenaje de la Federación Catalana de Ciclismo, la Medalla de Honor de la Volta a Cataluña o la placa homenaje de los periodistas de ciclismo.